# Inégalité de Paley–Zygmund
Pour les articles homonymes, voir Paley (homonymie).
En mathématiques, l’inégalité de Paley-Zygmund minore la probabilité qu'une variable aléatoire positive soit « petite », au sens de sa valeur moyenne attendue et de sa variance. Elle fut établie par Raymond Paley et Antoni Zygmund.

## Inégalité

### Énoncé
Si Z ≥ 0 est une variable aléatoire de variance finie, et si 0 < θ < 1, alors
{\displaystyle \Pr \lbrace Z\geq \theta \,\operatorname {E} (Z)\rbrace \geq (1-\theta )^{2}\,{\frac {\operatorname {E} (Z)^{2}}{\operatorname {E} (Z^{2})}}.}

### Démonstration
Tout d'abord, on a :
{\displaystyle \operatorname {E} (Z)=\operatorname {E} \lbrace Z\,\mathbf {1} _{Z<\theta \operatorname {E} (Z)}\rbrace +\operatorname {E} \lbrace Z\,\mathbf {1} _{Z\geq \theta \operatorname {E} (Z)}\rbrace ~.}
Le premier terme de la somme est égal, au plus, à {\displaystyle \theta \operatorname {E} (Z)}. Le second terme est au plus égal à :
{\displaystyle \lbrace \operatorname {E} (Z^{2})\rbrace ^{1/2}\lbrace \operatorname {E} \mathbf {1} _{Z\geq \theta \operatorname {E} (Z)}\rbrace ^{1/2}={\Big (}\operatorname {E} (Z^{2}){\Big )}^{1/2}{\Big (}\Pr \lbrace Z\geq \theta \,\operatorname {E} (Z)\rbrace {\Big )}^{1/2}}
d'après l'inégalité de Cauchy-Schwarz.
Ainsi, l'inégalité de Paley-Zygmund est démontrée.

## Inégalités liées
En réécrivant le membre de droite, l'inégalité de Paley-Zygmund se met sous la forme :
{\displaystyle \Pr \lbrace Z\geq \theta \,\operatorname {E} (Z)\rbrace \geq {\frac {(1-\theta )^{2}\,\operatorname {E} (Z)^{2}}{\operatorname {E} (Z)^{2}+\operatorname {Var} (Z)}}.}
L'Inégalité de Cauchy-Schwarz donne une meilleure minoration :
{\displaystyle \operatorname {E} [Z-\theta \operatorname {E} [Z]]\leq \operatorname {E} [(Z-\theta \operatorname {E} [Z])\mathbf {1} _{\{Z>\theta \operatorname {E} [Z]\}}]\leq \operatorname {E} [(Z-\theta \operatorname {E} [Z])^{2}]^{1/2}\operatorname {P} (Z>\theta \operatorname {E} [Z])^{1/2},}
ce qui implique, après réarrangement,
{\displaystyle \operatorname {P} (Z>\theta \operatorname {E} [Z])\geq {\frac {(1-\theta )^{2}\operatorname {E} [Z]^{2}}{\operatorname {E} [(Z-\theta \operatorname {E} [Z])^{2}]}}={\frac {(1-\theta )^{2}\operatorname {E} [Z]^{2}}{\operatorname {Var} Z+(1-\theta )^{2}\operatorname {E} [Z]^{2}}}.}